# Сушівці
Сушівці́ — село в Україні, у Білогірській селищній громаді Шепетівського району Хмельницької області. Розташоване на річці Горинь. До 2020 орган місцевого самоврядування — Сушовецька сільська рада. Село було центром сільської ради.

## Географія
Село розташоване над річкою Горинь.

## Історія
У 1906 році село Уніївської волості Острозького повіту Волинської губернії. Відстань від повітового міста 56 верст, від волості 6. Дворів 128, мешканців 911.
7 (20) листопада 1917 року, відповідно до Третього Універсалу Української Центральної Ради, увійшло до складу Української Народної Республіки.
12 червня 2020 року, відповідно до розпорядження Кабінету Міністрів України № 727-р «Про визначення адміністративних центрів та затвердження територій територіальних громад Хмельницької області», увійшло до складу Білогірської селищної громади.
19 липня 2020 року, в результаті адміністративно-територіальної реформи та ліквідації Білогірського району, село увійшло до складу новоутвореного Шепетівського району.

## Населення
Населення села за переписом 2001 року становило 396 осіб, в 2011 році — 120 осіб.

### Мова
Розподіл населення за рідною мовою за даними перепису 2001 року:
| Мова       | Кількість | Відсоток |
| ---------- | --------- | -------- |
| українська | 396       | 100%     |